# بطروس ألفونسي

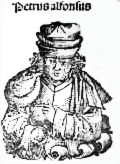
بيدرو ألفونسو/بطروس ألفونسي في صورة متخيلة من القرن الخامس عشر

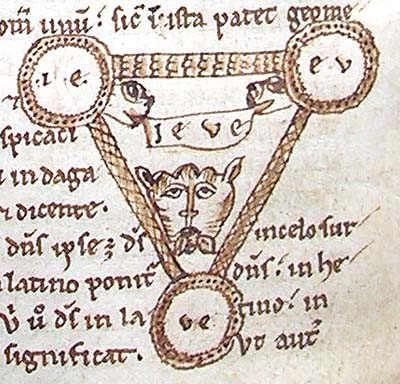
مخطط التتراجراماتون لبيتروس ألفونسي - مخطط الثالوث ، الذي أثر على يواكيم من فيوري وتطوير مخطط درع الثالوث

بيترس ألفونسي (توفي بعد عام 1116) طبيبًا وكاتبًا وفلكيًا ومجادلًا أندلسيًا، ولد ونشأ يهوديًا ثم اعتنق في وقت لاحق من حياته المسيحية في عام 1106. وهو معروف أيضًا باسم ألفونسي، وباسم بيتر ألفونسي أو بيتر ألفونسو، وولد باسم موسى السفاردي. وُلد في إسبانيا الإسلامية، وعاش معظم حياته في إنجلترا وفرنسا بعد اعتناقه الإسلام.

## الحياة
وُلِد بطرس ألفونسي في تاريخ ومكان غير معروفين في القرن الحادي عشر في الأندس، وتلقى تعليمه في الأندلس. كما وصف نفسه، فقد عُمد في هويسكا، عاصمة مملكة أراغون، في يوم القديس بطرس [الإنجليزية]، 29 حزيران 1106، عندما كان على الأرجح يقترب من منتصف عمره؛ وهذا هو أول تاريخ واضح لدينا في سيرته الذاتية. اتخذ اسم بيترس ألفونسي (بطرس ألفونسو).
وبحلول عام 1116 على أقصى تقدير، هاجر إلى إنجلترا، حيث يبدو إنه بقي هناك لعدة سنوات، قبل أن ينتقل إلى شمال فرنسا. تاريخ وفاته غير واضح كما هو الحال مع تاريخ ميلاده. كان مشهورًا ككاتب أثناء حياته، وظل كذلك طوال بقية العصور الوسطى، حيث يوجد أكثر من 160 مخطوطة من العصور الوسطى تحتوي على أعماله. ومن بين مؤلفاته الأكثر شيوعاً كتابه Dialogi contra Iudaeos (حوار ضد اليهود)، وهو محادثة خيالية بين يهودي ومسيحي، وكتاب Disciplina Clericalis (مدرسة تدريب رجال الدين)، وهو في الواقع مجموعة من الحكايات الشرقية.
وُلِد بطرس يهوديًا أثناء إقامته في الأندلس، وبعد أن برز، اعتنق المسيحية. وقد منحته هذه البيئة معرفة مفيدة بالمسيحية واليهودية والإسلام، والتي أثبتت فيما بعد فائدتها في جداله. ذكر جون تولان في كتابه "بيتروس ألفونسي وقراءه في العصور الوسطى" أن "نصوص ألفونسي لاقت استحسانًا كبيرًا، فأصبح مؤلفًا، مرجعًا يُستشهد به. ويعود نجاحه في المقام الأول إلى قدرته على بناء جسور التواصل بين ثقافات متعددة: فهو يهودي من عالم الأندلس [الإسلامي]". إن معرفته بهذه الديانات المختلفة هي ما يميز ألفونسي، وهو ما يجعل دراسته أمرًا أساسيًا عند دراسة الجدل المناهض لليهودية.
لقد وضعت تربية بطرس في جو من الحوافز الكبيرة لإطلاقه كواحد من أهم الشخصيات في الجدل المناهض لليهودية. وفقًا لتولان، نشأ بيتروس ألفونسي في مجتمع مضطرب: مكان من الفوضى وعدم الاستقرار السياسي، حيث أصبح الإسلام والمسيحية يتمتعان بنفوذ أكبر. وقد وضعت خلفيته في مركز الصراع بين الأديان والظروف التي أحاطت بتربيته، ووفرت الإطار للجدل الذي من شأنه أن يشكل التصور اليهودي في العصور الوسطى.
في الحوار يروي ألفونسي أنه سافر إلى إنجلترا للحصول على درجة المَاجستير [الإنجليزية] في الفنون الحرة. أمضى عدة سنوات هناك كطبيب بلاط هنري الأول ملك إنجلترا (حكم من عام 1100 إلى عام 1135).
ربما ساهم وجود ألفونسي في غرب إنجلترا في السنوات التي سبقت ذلك التاريخ في ازدهار العلوم العربية في تلك المنطقة منذ عشرينيات القرن الحادي عشر فصاعدًا. ناقش علم الفلك مع والشر المالفرن [الإنجليزية]. وقد نقل بطرس النظام العربي للتدرج الفلكي. ربما تعاونوا في عمل حول الكسوف.

## طالع أيضًا
- يعقوب بن رأوبين (حاخام) [الإنجليزية]

## ملحوظات
1. ↑  مذكور في: ملف استنادي متكامل. مُعرِّف الملف الاستنادي المُتكامِل (GND): 118740423. الوصول: 13 أغسطس 2015. لغة العمل أو لغة الاسم: الألمانية. المُؤَلِّف: مكتبة ألمانيا الوطنية.
2. 1 2 3  وصلة مرجع: https://books.google.fr/books/about/D_orient_en_occident.html?id=5-cImwEACAAJ&redir_esc=y. الصفحة: 52.
3. ↑  مُعرِّف المكتبة القومية الإسبانية (datos.BNE.es): XX1111091. باسم: Pedro Alfonso. الوصول: 9 أكتوبر 2017.
4. ↑  مذكور في: Autoritats UB. مُعرِّف الضبط الاستنادي في جامعة برشلونة: a1315713. باسم: Pedro Alfonso.
5. ↑  مذكور في: فهرس الكندي. مُعرِّف دايموند للأشخاص والهيئات: 20753. باسم: Petrus Alfonsi.
6. 1 2  وصلة مرجع: https://books.google.fr/books/about/D_orient_en_occident.html?id=5-cImwEACAAJ&redir_esc=y. الصفحة: 53.
7. ↑  مذكور في: Mirabile: Digital Archives for Medieval Culture. لغة العمل أو لغة الاسم: الإيطالية. الناشر: SISMEL – Edizioni del Galluzzo.
8. ↑  Tolan, xv
9. ↑  Millás Vallicrosa (2010). "Pedro Alfonso's Contribution to Astronomy". Aleph. ج. 10 ع. 1: 137–168 [144]. DOI:10.2979/ALE.2010.10.1.137. JSTOR:10.2979/ALE.2010.10.1.137.
10. ↑  "MEDIEVAL SCIENCES: THE ISLAMIC FOUNDATION OF THE RENAISSANCE: Medievalhistory.net". مؤرشف من الأصل في 2007-06-10. اطلع عليه بتاريخ 2007-10-30.